# Рамос, Серхио (актёр)
Серхио Рамос «Эль Команче» (исп. Sergio Ramos Gutierrez «El Comanche») (27 сентября 1935, Косумель, Кинтана-Роо, Мексика — 2 июня 2004, Мехико, Мексика) — мексиканский актёр-комик, композитор и режиссёр, внёсший вклад в развитие мексиканского кинематографа — 129 работ в кино и телесериалах.

## Биография
Родился 27 сентября 1935 года в Косумеле. У него был брат Адриан Рамос (1945-99), который также был актёром. После окончания средней школы хотел стать художником и поэтому поступил в Институт изобразительных искусств в Мехико. Являлся одним из выдающихся актёров-комиков Мексики, наряду с некоторыми другими актёрами (Кантинфласом, Карлосом Бонавидесом и т. д.). Роль El Comanche впоследствии стала визитной карточкой актёра — он стал использовать её в качестве псевдонима. В мексиканском кинематографе дебютировал в 1965 году и с тех пор принял участие в 129 работах в кино и телесериалах в качестве актёра, композитора и режиссёра. Номинирован на премию TVyNovelas.
Скончался 2 июня 2004 года от сахарного диабета и почечной недостаточности. Похоронен на кладбище Пантеон, где покоятся видные мексиканские деятели.

## Личная жизнь
Серхио Рамос женился на Марии Эстер. У супругов родилось двое детей — Сара и Серхио.

## Фильмография

### Избранные телесериалы
- 1974 — «Мир игрушки»
- 1985—2007 — «Женщина, случаи из реальной жизни»
- 1997 — «Разлучённые» — Руфино.
- 2000-01 — «Личико ангела» — агент Элисондо.
- 2004 — «Мой грех — в любви к тебе» — Сильверио Альмасан.

### Избранные фильмы
- 1970 — «Эмилиано Сапата» (биографический фильм)
- 1983 — «Лола-дальнобойщица» — клиент Аны Паулы.
- 1986 — «Похищение Лолы»
- 1987 — «Убийство на площади Гарибальди»